# Ivy King

Ivy King tűzgolyója és az azt követő gombafelhő a tengerszintről nézve

Az Ivy King volt a legnagyobb tisztán fissziós atombomba, amelyet az Egyesült Államok valaha is tesztelt. A bombát a Truman-kormány idején tesztelték az Ivy hadművelet részeként. Ez a tesztsorozat a Szovjetunió nukleáris fegyverprogramjára válaszul nagyon nagy teljesítményű nukleáris fegyverek kifejlesztésére irányult.
Az Ivy King gyártását siettették, hogy készen álljon arra az esetre, ha testvérprojektje, az Ivy Mike kudarcot vallana. Az Ivy King tesztjére valójában két héttel a Mike tesztje után került sor. A Mike-bombával ellentétben az Ivy King eszköz elméletileg bekerülhetett volna az Egyesült Államok nukleáris arzenáljába, mivel úgy tervezték, hogy a légi szállításra is alkalmas legyen.
1952. november 16-án, helyi idő szerint 11:30-kor (23:30 GMT) egy B-36H bombázó ledobta a bombát az Enewetak-atoll Runit-szigetétől 610 méterre északra lévő pont fölött, ami 500 kilotonnás  robbanást eredményezett 1480 láb (450 m) magasságban. A tropopauza magassága a detonáció idején körülbelül 58 000 láb (18 km) volt. A King-felhő csúcsa körülbelül 23 km (75 000 láb) magasságig ért el, a gomba alapja pedig körülbelül 12 km (40 000 láb) magasságban volt.
Az Ivy King bomba, amelyet Mk-18 bombaként jelöltek és „Super Oralloy Bomb”-nak neveztek el, az Mk-6D bomba módosított változata volt. Az Mk-6D-hez hasonló implóziós rendszer helyett az eredetileg az Mk-13-ashoz kifejlesztett 92 pontos implóziós rendszert használta. Az urán-plutónium magot 60 kg magasan dúsított uránnal helyettesítették, amelyet egy vékony falú gömbbé alakítottak, amely körülbelül négy kritikus tömegnek felel meg. A vékony falú gömb egy általánosan használt kialakítás volt, amely biztosította, hogy a hasadóanyag az implodálásig kritikus szint alatt maradjon.  A dúsított urán gömböt ezután egy természetes uránból készült tamperbe zárták. Annak érdekében, hogy fizikailag megakadályozzák a gömb kritikus állapotba történő összeesését, ha a környező robbanóanyagokat véletlenül felrobbantják, vagy ha a gömböt egy repülőgép-baleset következtében összezúzzák, az üreges középpontot alumíniumból és bórból készült lánccal töltötték ki, amelyet a bomba élesítésekor kihúztak. A bórral bevont lánc elnyelte a nukleáris reakció beindításához szükséges neutronokat is.[forrás?]
A Super Oralloy Bomb elsődleges tervezője, Ted Taylor fizikus később a nukleáris leszerelés elkötelezett támogatója lett.[forrás?]
Az Ivy King 500 kilotonnás robbanóerejével a második legnagyobb ismert, csak fissziós robbanószerkezet, amelyet valaha teszteltek az Orange Herald atombomba után. Ez egy 720 kilotonnás atombomba, amelyet az Egyesült Királyság 1957. május 31-én tesztelt, és amely a mai napig a valaha tesztelt legnagyobb fissziós robbanószerkezet.

## Képek

King teszt, légi felvételből.
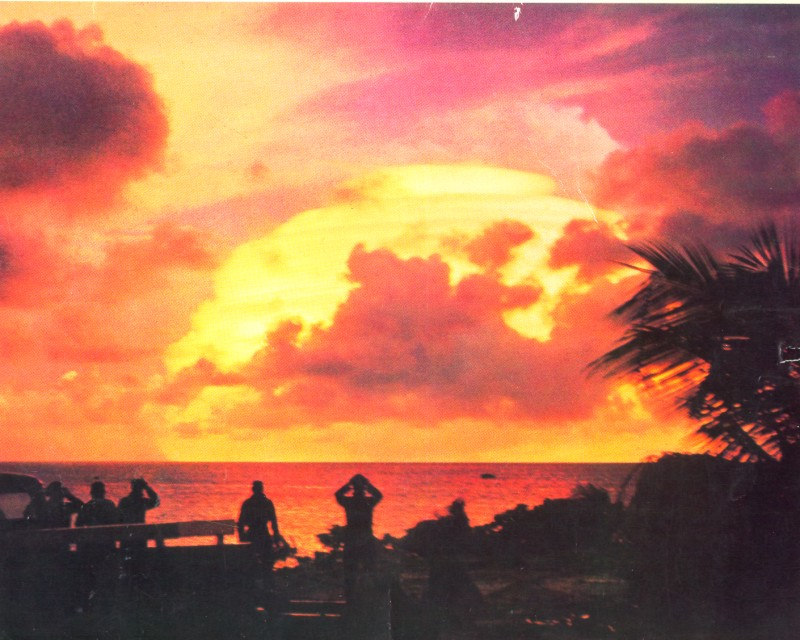
Tengerparti látkép.
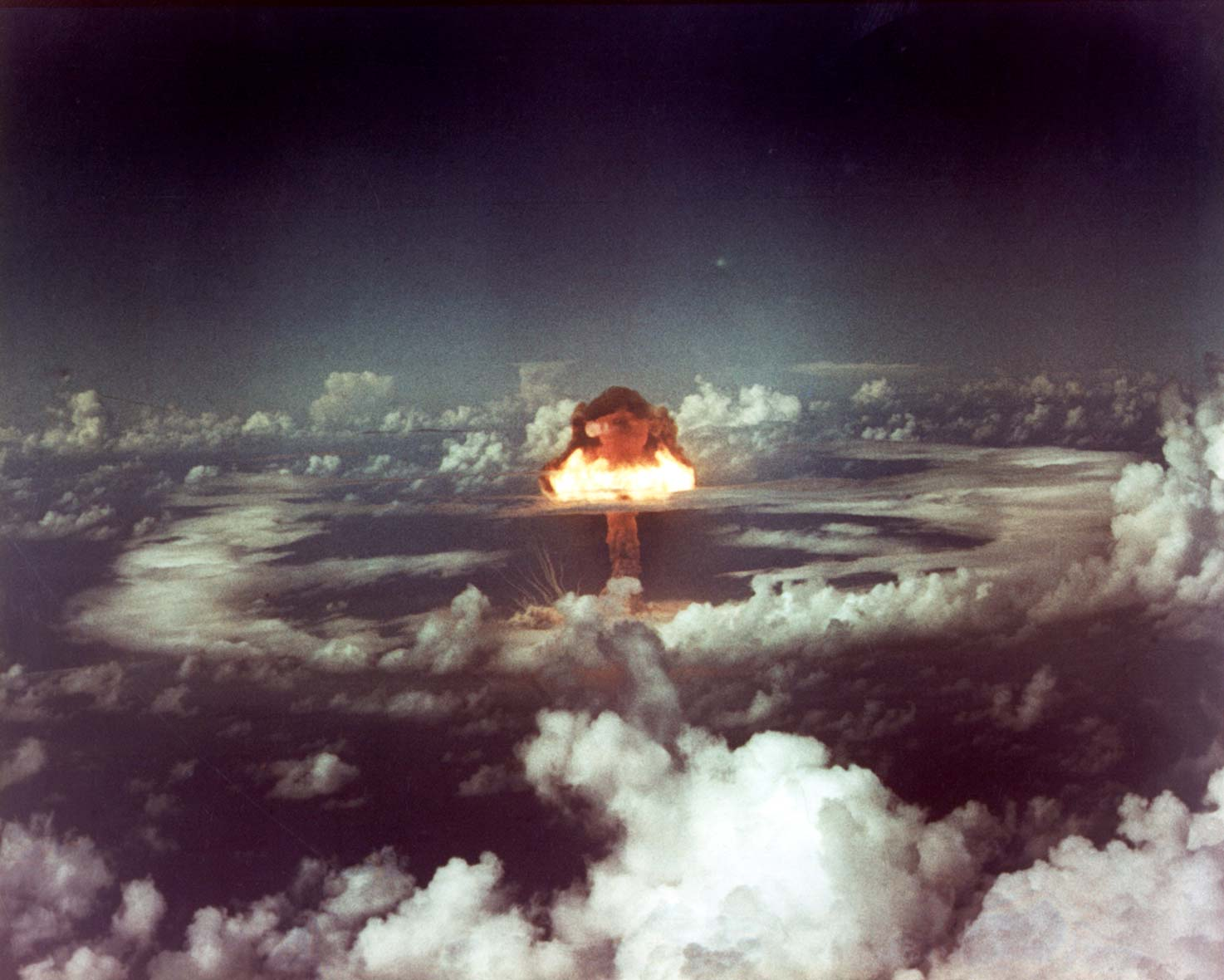

## Fordítás
Ez a szócikk részben vagy egészben  az   Ivy King című angol Wikipédia-szócikk ezen változatának fordításán alapul.  Az eredeti cikk szerkesztőit annak laptörténete sorolja fel. Ez a jelzés csupán a megfogalmazás eredetét és a szerzői jogokat jelzi, nem szolgál a cikkben szereplő információk forrásmegjelöléseként.